# Lans

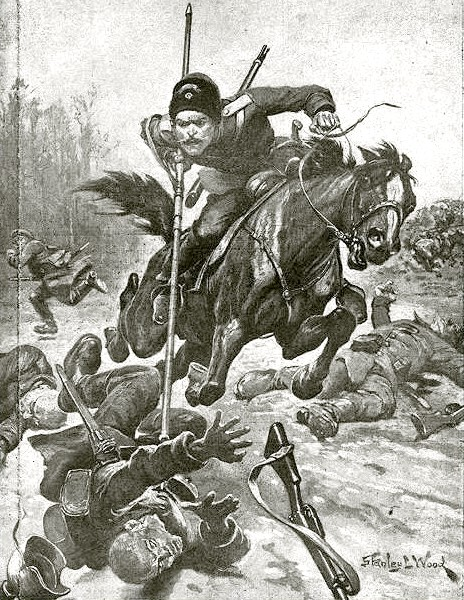
Rysk lansbeväpnad kavallerist som spetsar en tysk infanterist på östfronten under första världskriget.

Lans (av latin: lancea) är ett stötvapen med ett långt skaft av trä och en spets av metall som används av beridna krigare. Den utvecklades i Europa på 1100-talet ur det enklaste stångvapnet, spjutet. Lansen var riddarens vapen och övergick till de på 1440-talet uppsatta stående kavalleritrupperna. De beridna truppernas lansar motsvarade fotfolkets spjut eller pik. Lansbeväpnade ryttare vid kavalleri benämndes lansiärer eller ulaner.
Lansen består av ett ungefär 3 centimeter tjockt och 3 meter långt skaft, lansstången, med en tre- eller fyrkantig, ungefär 15 centimeter lång metallspets, klingan, på ena änden och en järnskoning på den andra. Den hanteras av en hand, stagad under armen och tryckt mot bröstet samt vilar, då den ej används, i en lädersko vid högra stigbygeln.
Ett äldre nordiskt begrepp för lans är burtstång (sentida fornnordiska: burtstǫng), som ungefär betyder "tornerstång" eller "duststång"

## Europeisk historia

### Vikingatiden

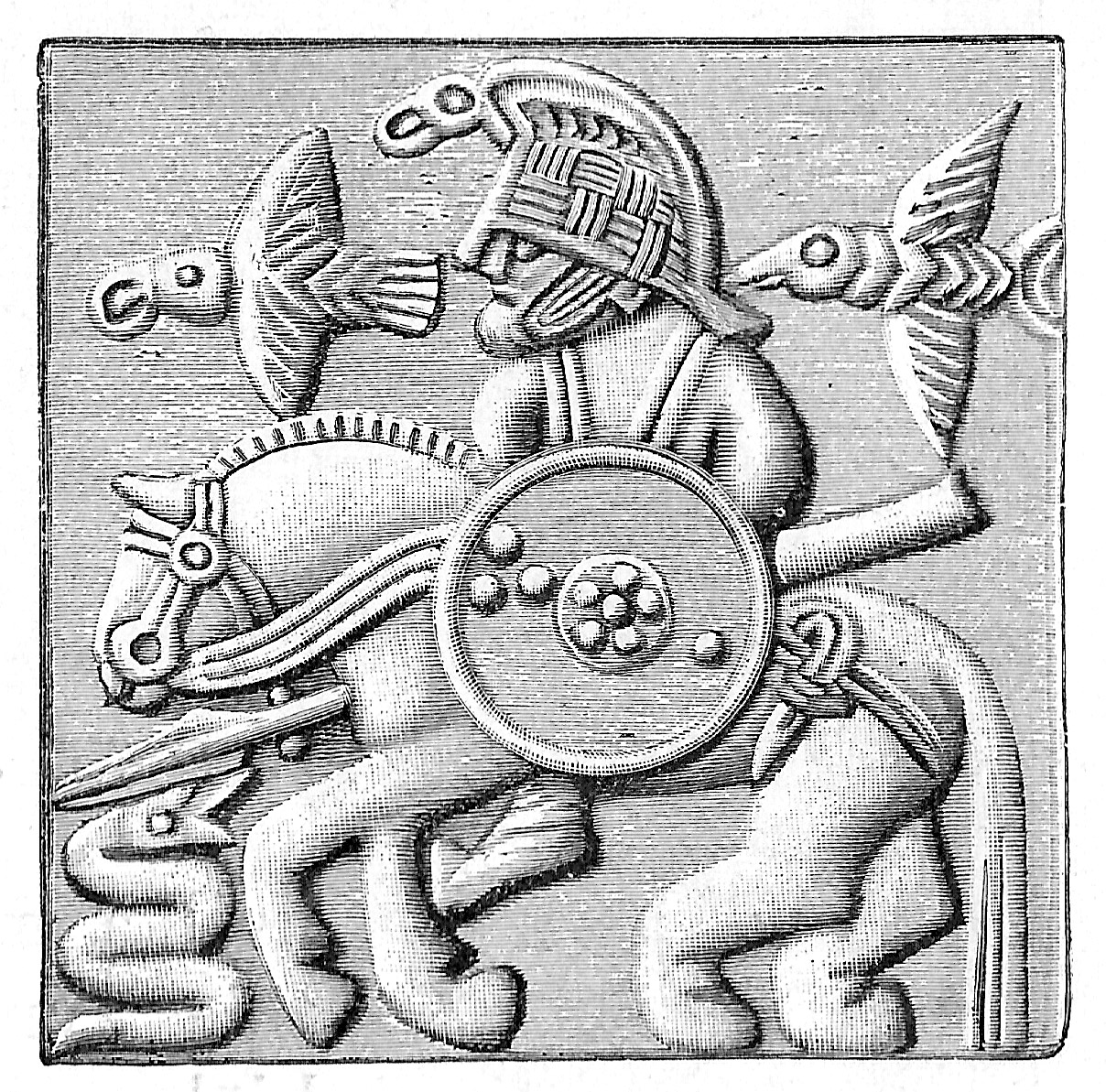
Ryttare med sköld och lans på en pressad hjälmplåt i brons från vendeltiden (550–800 e.Kr.). Notera under spjutspetsen vad som ser ut som "sidovingar", ämnade som parerstång som hindrar att vapnet tränger in för djupt, samt för avvärjning.

Den fornnordiska guden Oden ska enligt legenden haft en åttabent häst vid namn Sleipner och ett magiskt spjut vid namn Gungner som aldrig missar sitt mål. I sagorna beskrivs Oden stundom använda Gungner som en lans eller jaktspjut när han rider Sleipner, vilket möjligen är motivet som avbildas på Bökstastenen i Uppland. Enligt legenden ska Oden dödas av Fenrisulven när han försöker spetsa odjuret med sin lans under Ragnarök.

### Medeltiden
Spjut eller lans tillsammans med svärd var ryttarens förnämsta vapen i strid under medeltiden. Spjutet fördes med en hand och kraften i stöten berodde på ryttarens styrka. Ryttarna i Europa hade på 1100-talet fört spjut av samma längd som fotfolket, men under seklet gjordes ryttarelansen längre och tyngre. Fotfolkets spjut var då omkring två meter långa med en diameter av omkring fem centimeter.

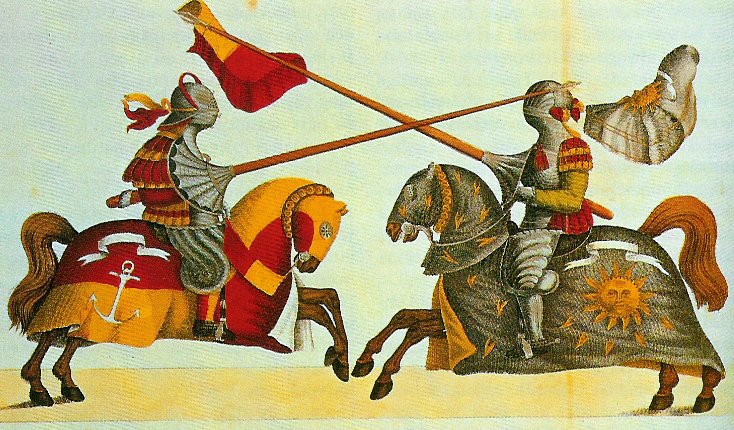
Bayerskt kopparstick föreställande två riddare med lansar på väg mot varandra, 1300-tal.

Mot slutet av seklet fann man det mest praktiskt att hålla lansen i armhålan och pressa den mot bröstet och kraften i lansstöten berodde nu på den fart den anfallande ryttaren hade. Lansen användes på det sättet medeltiden ut. För att skydda handen som höll lansen satte man under 1300-talet liten järnsköld på lansskaftet framför handläget. Skölden formades efter hand som en bred grund tratt, "bräckskiva". Lansen gjordes nu alltmer tjock så att man inte kunde fatta om skaftet med hela handen utan måste göra in inskärning i det så att handläget blev smalare. Lansar av det utseendet användes ännu i början av 1600-talet.
Lansen var riddarens vapen. Riddaren eller ryttaren med sina, vanligen fem, följesmän kallades en lans. Till tornering användes en särskild tornerlans (även tornerstake och tornerstång) med träspets och med urtagning för handen. På 1400-talet övergick vapnet som beväpning av de uppsatta stående kavalleritrupperna.
På 1400-talet hade lansen vanligen en längd av tre och en halv meter och lansskaftets stora tyngd sökte man minska genom att förse det med längsgående rännor, "kanneleringar" (jämför med S:t Göransbilden i Stockholms Storkyrka). Vid anfall med lans användes en vid bröstharnesket fastgjord lanshake som stöd.
Under 1400-talet blev det i Tyskland vanligt att pryda lansen nedanför spetsen med en rävsvans. Så var även fallet i Sverige. Olaus Magnus skriver: "När nordborna står i begrepp att utkämpa en ryttarstrid med sina långa och grova lansar pryder de dessas spetsar ej med silke eller guldtråd utan med varg eller rävsvansar för att så visa sitt förakt för fienden eho han än månde vara". Men det var troligen även av praktiska skäl som man hade sådana prydnader. I centralasien försåg turkmener och andra folkslag ännu på 1800-talet sina lansar med en tagelbuske under spetsen eftersom det då var lättare att dra vapnet ur en spetsad fiende.

### 1500-tal
När Erik XIV omorganiserade den svenska hären 1566 förordnade han att av ryttarskvadronens femton led skulle de tre första föra lansar och i hans föreskrifter om adelns rustning stadgades att adelsryttarna måste vara beväpnade med lansar. På teckningar av Erik XIV gjorda under hans fångenskap avbildas ryttarna enbart med tunga lansar med avtunnat handläge.

### 1600-tal
I början av 1600-talet skulle enligt en dåtida tysk beskrivning en ryttarelans ha minst samma längd som en pik och vara åtminstone 18 men helst 20 eller 21 fot (det vill säga mer än sex meter) lång. Nedtill skulle den 2 fot ovanför änden ha ett litet hål genom skaftet. Genom hålet drogs en rem som bildade en ögla, "armrem", med vilken lansen hölls fast vid armen. Lansarna var liksom pikarna jämntjocka över hela sin längd.
Lansryttarna, lansiärerna, började försvinna ur härarna i central- och Västeuropa i början av 1600-talet och i Frankrike till exempel förvandlades alla lansiärregementen till kyrassiärer. Orsaken till förändringarna var bland annat att i de långa krigen hade omsättningen av soldater och hästar varit mycket stor vilket gjorde att det var svårigheter att skaffa goda hästar och välövat folk. En lansryttare ansågs behöva en lärotid på minst tre år och eftersom de anföll i fyrsprång behövdes mycket goda och kraftiga hästar. Kyrassiärerna däremot anföll i kort galopp, trav eller skritt och deras förnämsta vapen var pistoler. Utbildningstiden för dessa var kortare och de behövde inte heller så bra hästar som lansiärerna.

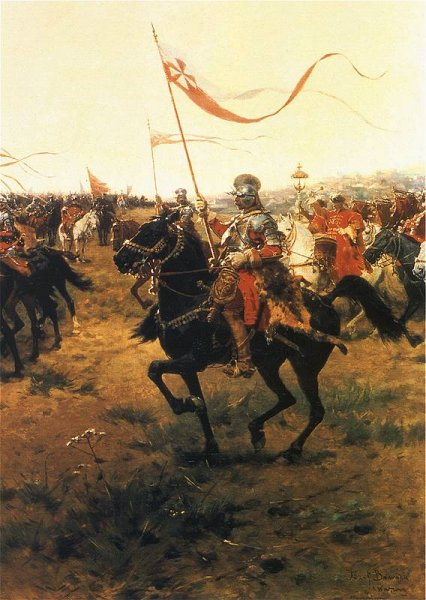
Polska husarer

Osmanska och östeuropeiska ryttare var de enda under 1600-talet och en stor del av 1700-talet som använde lansar. Det tunga polska kavalleriet, husarerna, var då utrustade med harnesk och lansar. Enligt en tysk uppgift från 1612 var en polsk lans omkring fyra och en halv meter lång och vägde något över två kilogram samt troligen jämntjock. De osmanska lansarna hade smala skaft och var högst tre meter långa.

### 1700-tal
Lansarna började åter användas på 1700-talet i de västeuropeiska härarna. I Österrike och Preussen utrustade och beväpnade man omkring 1740 det lätta kavalleriet, ulanerna, efter ungerskt och polskt mönster med lansar av orientalisk modell. Ungefär på mitten av lansen fanns en armrem. Lansen var också oftast prydd med en liten vimpel under spetsen, var omkring tre meter lång och ungefär 26 mm i diameter samt vägde cirka två kilogram. Då den inte användes hölls den vertikalt och vilade i en lädersko vid högra stigbygeln.
I Ryssland fördes lansar under 1700-talet endast av kosackerna och användes inte av det reguljära kavalleriet förrän 1803 då ryska ulanregementen sattes upp.
Under det svenska fälttåget 1789 satte man upp en trupp "livkosacker" som var utrustade som kosacker och hade lansar med vimpel. De tjänstgjorde som liv- och stabsvakt vid högkvarteret.

### 1800-tal
I Europa infördes efter hand lansiärförband i flesta ländernas arméer men efter 1870 bortlades lansen nästan överallt utom av ryssarnas kosacker, det tyska kavalleriet, en del franska dragonregementen och i några andra arméer. I Sverige bar Livgardet till häst lans och ulanuniform vid mitten av 1800 fram till 1879 då lansarna avskaffades.

### 1900-tal
På grund av eldvapnens utveckling försvinner lansen som beväpning från krigsarenorna efter första världskriget.
Det finns dock berättelser om att polskt kavalleri anföll tyska pansarvagnar med enbart lansar som vapen vid den tyska invasionen av Polen i början av andra världskriget. Detta är dock absurda myter uppfunna antingen av den tyska propagandan eller av ohederliga krigskorrespondenter eftersom det inte finns några bevis, vare sig i stridsrapporter eller annat som visar riktigheten av sådana påståenden. Omvärlden tolkade dock detta inte som dumhet utan snarare som ett utslag av polackernas desperation, offervilja och mod.

### Tryckta verk
- Alm, Josef (1932). Blanka vapen och skyddsvapen från och med 1500-talet till våra dagar. Stockholm: Militärlitteraturföreningen
- Olaus Magnus, Historia om de nordiska folken/VIII:23